# Duas Mulheres, Um Destino
Flyttfåglar - em português Duas Mulheres, Um Destino -  é um romance de Marianne Fredriksson, publicado originalmente em sueco em 2000 pela editora Wahlström & Widstrand. 

A obra narra a amizade entre duas mulheres, e as ameaças que pairam sobre essa amizade. 